# Anton Ausserer
Anton Ausserer (abreviado Ausserer) fue un naturalista austríaco especialista en arañas, nacido el 5 de julio de 1843 en Bolzano (en el Tirol) y fallecido el 20 de julio de 1889 en Graz, de una bronquitis.
Fascinado desde muy temprana edad por la Historia Natural, pero huérfano a los 15, se las arregló para continuar su educación, dando clases particulares. En 1863, se convirtió en un protegido del profesor Heller, quien le animó a estudiar las arañas. Ganó un concurso de Historia Natural, lo que le permite seguir el estudio un poco más cómodo.
Se convirtió en un profesor de Feldkirch, en 1867 luego en 1869 de Innsbruck. Allí, participó en la sociedad de la historia natural de la ciudad y se convirtió en su secretario.
En 1872, se doctoró y enseñó, dos años más tarde, en Graz. Hizo dos viajes, uno a Sicilia en 1880-1881 y otro a Egipto en 1886-1887. Se casó al año siguiente, pero murió repentinamente en 1889.
Estudió las arañas del Tirol y se especializa en las tarántulas, es el autor de muchos géneros y muchas especies.

## Taxones descritos
- Acanthoscurria AUSSERER, 1871 (Theraphosidae)
- Chaetopelma AUSSERER, 1871 (Theraphosidae)
- Cyclosternum AUSSERER, 1871 (Theraphosidae)
- Euathlus AUSSERER, 1875 (Theraphosidae)
- Hapalopus AUSSERER, 1875 (Theraphosidae)
- Harpactira AUSSERER, 1871 (Theraphosidae)
- Homoeomma AUSSERER, 1871 (Theraphosidae)
- Hypsosinga AUSSERER, 1871 (Araneidae)
- Ischnocolus AUSSERER, 1871 (Theraphosidae)
- Selenocosmia AUSSERER, 1871 (Theraphosidae)
- Sericopelma AUSSERER, 1875 (Theraphosidae)
- Tapinauchenius AUSSERER, 1871 (Theraphosidae)
- Acanthoscurria minor AUSSERER, 1871 (Theraphosidae)
- Aphonopelma mordax AUSSERER, 1871 (Theraphosidae)
- Aphonopelma rubropilosum AUSSERER, 1871 (Theraphosidae)
- Aphonopelma steindachneri AUSSERER, 1875 (Theraphosidae)
- Avicularia doleschalli AUSSERER, 1871 (Theraphosidae)
- Avicularia hirsuta AUSSERER, 1875 (Theraphosidae)
- Avicularia metallica AUSSERER, 1875 (Theraphosidae)
- Avicularia obscura AUSSERER, 1875 (Theraphosidae)
- Avicularia rapax AUSSERER, 1875 (Theraphosidae)
- Avicularia rutilans AUSSERER, 1875 (Theraphosidae)
- Brachypelma vagans AUSSERER, 1875 (Theraphosidae)
- Chaetopelma gracile AUSSERER, 1871 (Theraphosidae)
- Cyclosternum kochi AUSSERER, 1871 (Theraphosidae)
- Cyclosternum macropus AUSSERER, 1875 (Theraphosidae)
- Cyclosternum schmardae AUSSERER, 1871 (Theraphosidae)
- Cyrtopholis cursor AUSSERER, 1875 (Theraphosidae)
- Cyrtopholis innocua AUSSERER, 1871 (Theraphosidae)
- Cyrtopholis intermedia AUSSERER, 1875 (Theraphosidae)
- Grammostola grossa AUSSERER, 1871 (Theraphosidae)
- Grammostola mollicoma AUSSERER, 1875 (Theraphosidae)
- Hapalopus formosus AUSSERER, 1875 (Theraphosidae)
- Harpactira tigrina AUSSERER, 1875 (Theraphosidae)
- Hemirrhagus pernix AUSSERER, 1875 (Theraphosidae)
- Ischnocolus syriacus AUSSERER, 1871 (Theraphosidae)
- Ischnocolus triangulifer AUSSERER, 1871 (Theraphosidae)
- Lasiodora isabellina AUSSERER, 1871 (Theraphosidae)
- Lasiodora spinipes AUSSERER, 1871 (Theraphosidae)
- Lasiodora striatipes AUSSERER, 1871 (Theraphosidae)
- Leviellus thorelli AUSSERER, 1871 (Araneidae)
- Megaphobema robustum AUSSERER, 1875 (Theraphosidae)
- Pamphobeteus ferox AUSSERER, 1875 (Theraphosidae)
- Pamphobeteus fortis AUSSERER, 1875 (Theraphosidae)
- Pamphobeteus nigricolor AUSSERER, 1875 (Theraphosidae)
- Phlogiellus inermis AUSSERER, 1871 (Theraphosidae)
- Phormictopus cautus AUSSERER, 1875 (Theraphosidae)
- Poltys idae AUSSERER, 1871 (Araneidae)
- Selenocosmia lanipes AUSSERER, 1875 (Theraphosidae)
- Sericopelma rubronitens AUSSERER, 1875 (Theraphosidae)
- Sericopelma striatum AUSSERER, 1871 (Theraphosidae)
- Xenesthis immanis AUSSERER, 1875 (Theraphosidae)
- Zygiella keyserlingi AUSSERER, 1871 (Araneidae)

## Taxones nombrados en su honor
- Altella aussereri THALER, 1990 (Dictynidae)
- Arctosa aussereri (Keyserling, 1877) (Lycosidae)
- Idiops aussereri SIMON, 1876 (Idiopidae)
- Nihoa aussereri (L.KOCH, 1874) (Barychelidae)
- Nomisia aussereri L.KOCH, 1872 (Gnaphosidae)
- Singa aussereri THORELL, 1873 (Araneidae)

## Publicaciones
- 1867. "Die Arachniden Tirols nach ihrer horizontalen und verticalen Verbreitung, 1." Verhandlungen der kaiserlich-königlichen zoologisch-botanischen Gesellschaft. Wien, 17:137–170
- 1871. "Beiträge zur Kenntniss der Arachniden-Familie der Territelariae Thorell (Mygalidae Autor)". Verhandlungen der kaiserlich-königlichen zoologisch-botanischen Gesellschaft. Wien, 21:184-187
- 1875. "Zweiter Beitrag zur Kenntnis der Arachniden-Familie der Territelariae Thorell (Mygalidae Autor)". Verhandlungen der kaiserlich-königlichen zoologisch-botanischen Gesellschaft. Wien, 25:169

## Fuente
- Pierre Bonnet (1945). Bibliographia araneorum, Les frères Doularoude (Toulouse).
- World Spider Catalog
- Biology Catalog

## Abreviatura (zoología)
La abreviatura Ausserer  se emplea para indicar a Anton Ausserer como autoridad en la descripción y taxonomía en zoología.